# Tawashree
Tawashree (nep. तावाश्री) – gaun wikas samiti we wschodniej części Nepalu w strefie Sagarmatha w dystrykcie Udayapur. Według nepalskiego spisu powszechnego z 2001 roku liczył on 1021 gospodarstw domowych i 5891 mieszkańców (2951 kobiet i 2940 mężczyzn).